# 13448 Edbryce
A 13448 Edbryce (ideiglenes jelöléssel 4526 P-L) a Naprendszer kisbolygóövében található aszteroida. Cornelis Johannes van Houten, Ingrid van Houten-Groeneveld és Tom Gehrels fedezte fel 1960. szeptember 24-én.